# Guillermo Beltrán
Guillermo Alexis Beltrán Paredes (San Juan Bautista, 25 giugno 1984) è un calciatore paraguaiano, attaccante del 3 de Noviembre.

## Carriera

### Club
Vanta 30 presenze nelle competizioni internazionali.

### Nazionale
Il 4 novembre 2009 esordisce in nazionale nell'amichevole contro il Cile (2-1).

## Palmarès

### Club

#### Competizioni nazionali
- Campionato paraguaiano: 4

Nacional: 2009 (Clausura)
Cerro Porteño: 2012 (Apertura), 2013 (Clausura), 2015 (Apertura)